# Reazioni metamorfiche
Nel campo fisico del metamorfismo le rocce sono portate in condizioni di pressione e temperatura nelle quali i minerali che le costituiscono non sono più in equilibrio termodinamico. Le reazioni metamorfiche sono reazioni chimiche che avvengono per riportare il sistema ad un nuovo equilibrio termodinamico e comportano trasformazioni di fase (i minerali) che avvengono allo stato solido, ma nelle quali si possono consumare o produrre dei fluidi. Il risultato è la formazione di una roccia con caratteristiche mineralogiche e strutturali differenti dalla roccia di partenza.

Le reazioni chimiche che coinvolgono i minerali nel processo metamorfico si possono classificare in base alle fasi che sono coinvolte o in relazione al meccanismo della reazione e alle condizioni di equilibrio. Se si eccettuano le transizioni polimorfiche, molte reazioni nelle rocce metamorfiche sono delle combinazioni di più di queste tipologie ideali.

## Classificazione in base alle fasi che sono coinvolte
- Reazioni solido→solido: sono quelle in cui sono coinvolte solo fasi solide, sia come reagenti che come prodotti, senza partecipazione diretta di una fase volatile. Un fluido potrebbe tuttavia essere presente in modo passivo o indirettamente attivo, favorendo la nucleazione di nuovi cristalli come catalizzatore e la ridistribuzione degli ioni per diffusione. I minerali reagenti possono essere anidri o idrati. Nel secondo caso la fase acquosa (sotto forma di ossidrile OH) viene conservata. 
Esempi di reazioni tra minerali anidri: 
NaAlSi2O6 + SiO2 {\displaystyle \leftrightharpoons } NaAlSi3O8 (giadeite + quarzo = albite)
MgSiO3 + CaAl2Si2O8 {\displaystyle \leftrightharpoons } CaMgSi2O6 + Al2SiO5 (enstatite + anortite = diopside + andalusite)
4(Mg,Fe)SiO3 + CaAl2Si2O8 {\displaystyle \leftrightharpoons } (Mg,Fe)3Al2Si3O12 + Ca(Mg,Fe)Si2O6 + SiO2 (ortopirosseno + anortite = granato + clinopirosseno + quarzo)
Esempio di reazione con minerali idrati:
Mg3Si4O10(OH)2 + 4MgSiO3 {\displaystyle \leftrightharpoons } Mg7Si8O22(OH)2 (talco + enstatite = antofillite)
- Reazioni solido → solido + fluido: sono quelle che rilasciano o consumano un fluido volatile e dipendono non solo dalla pressione e dalla temperatura, ma anche dalla composizione del volatile. Vengono suddivise in:
  -  Reazioni di deidratazione: la fase fluida nei prodotti è l'acqua.  Esempio:
KAl2AlSi3O10(OH)2 + SiO2 {\displaystyle \leftrightharpoons } KAlSi3O8 + Al2SiO5 + H2O (muscovite + quarzo = K-feldspato + sillimanite + acqua)
  -  Reazioni di decarbonatazione: la fase fluida nei prodotti è CO2. Esempio: 
CaCO3 + SiO2 {\displaystyle \leftrightharpoons } CaSiO3 + CO2 (calcite + quarzo = wollastonite + CO2)
  -  Reazioni di devaporizzazione: tra i prodotti sono presenti sia l'acqua che CO2. Esempio:
 KAl2AlSi3O10(OH)2 + CaCO3 + 2SiO2 {\displaystyle \leftrightharpoons } KAlSi3O8 + CaAl2Si2O8 + H2O + CO2(muscovite + calcite +  2 quarzo = K-feldspato + anortite + acqua + CO2) 
Le condizioni di pressione e temperatura in cui avvengono questi 3 tipi di reazioni sono influenzate dal rapporto tra pressione dei fluidi e pressione litostatica e, a pressione costante, le temperature in cui avvengono le reazioni dipendono dalla frazione molare X di H2O e CO2 nella composizione del fluido.
  -  Reazioni di ossido-riduzione (redox): sono guidate da cambiamenti di temperatura e di fugacità dei volatili, principalmente ossigeno, e comportano cambiamenti nello stato di ossidazione di uno o più elementi. Le più comuni coinvolgono minerali di ferro ed avvengono per adeguare il rapporto fra Fe2+ e Fe3+ al variare del grado di ossidazione dell’ambiente. Esempi:
6Fe2O3 {\displaystyle \leftrightharpoons } 4Fe3O4 + O2 (ematite = magnetite + O2)
2Fe3O4 + 3SiO2 {\displaystyle \leftrightharpoons } 3Fe2SiO4 + O2 (magnetite  + quarzo = fayalite + O2)

## Classificazione in base al meccanismo della reazione e alle condizioni di equilibrio
.

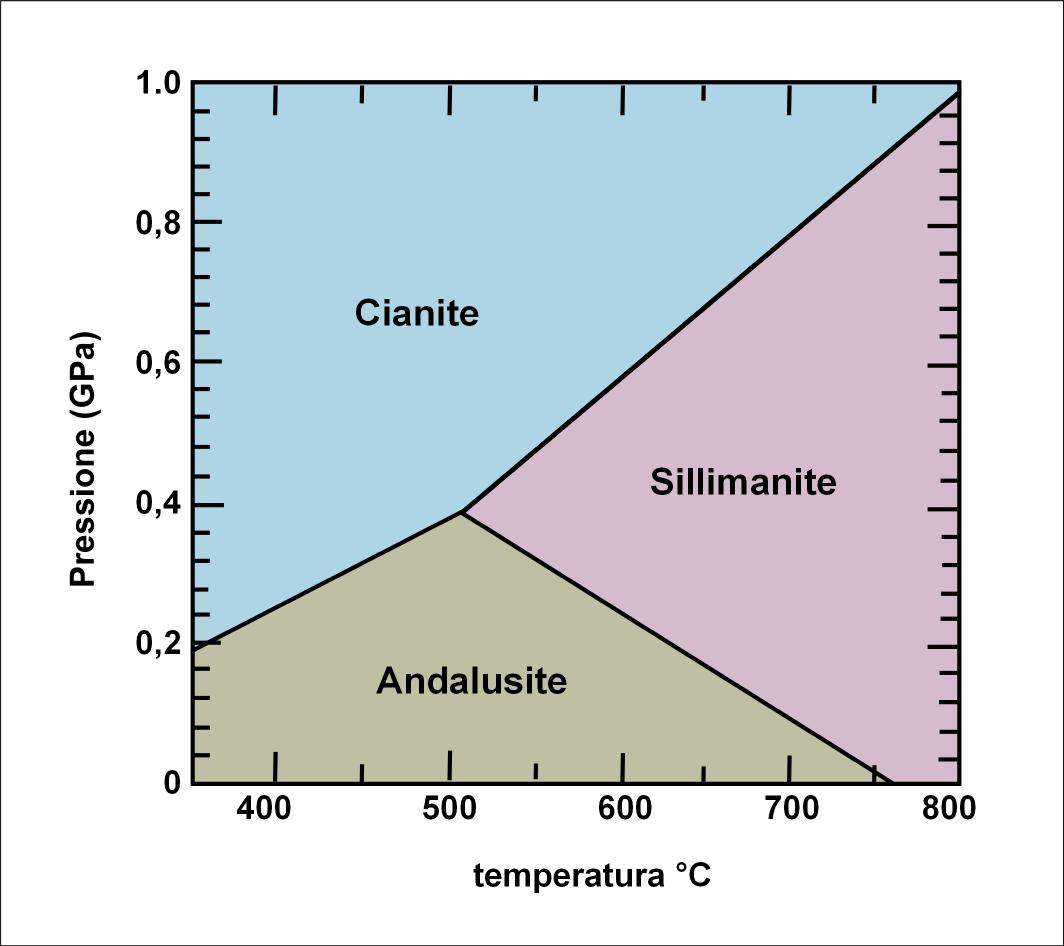
Campi P-T di stabilità dei polimorfi di Al_{2}SiO_{5} cianite, sillimanite e andalusite

- Reazioni discontinue: avvengono idealmente a una specifica pressione per ogni temperatura [P = f(T)], per cui reagenti e prodotti sono in equilibrio lungo una linea univariante nel campo P-T. Sono di due tipi:
  -  Transizioni di fase polimorfiche: comportano la trasformazione di una fase solida in un'altra di identica composizione chimica ma diversa struttura cristallina. Esempi: la trasformazione calcite {\displaystyle \leftrightharpoons } aragonite, entrambe di composizione CaCO3; i polimorfi del quarzo (quarzo α {\displaystyle \leftrightharpoons } quarzo β), del carbonio (diamante{\displaystyle \leftrightharpoons } grafite) e del silicato di alluminio Al2SiO5 (andalusite {\displaystyle \leftrightharpoons } cianite, sillimanite {\displaystyle \leftrightharpoons } cianite, andalusite {\displaystyle \leftrightharpoons } sillimanite).
  -  Reazioni di trasferimento netto (eterogenee): comportano marcati movimenti di materia attraverso fasi multiple con consumo dei reagenti e produzione di nuove fasi. Le proporzioni modali delle fasi diverse per composizione cambiano nel corso della reazione. Gli esempi riportati per le reazioni solido→solido sono anche esempi di reazioni di trasferimento netto.
- Reazioni continue: riguardano essenzialmente i minerali che sono soluzioni solide di due o più componenti puri (ad es. l'olivina che è una miscela di forsterite e fayalite). Sono costantemente all'equilibrio in un campo di valori di P-T all'interno del quale entrambe le fasi, reagente e prodotto, coesistono. In queste reazioni cambiano sia le proporzioni modali che la composizione chimica dei reagenti e dei prodotti, finché il reagente, o reagenti, è interamente consumato, terminando così la reazione. La  reazione di scambio è un tipo particolare di reazione continua durante la quale non ci sono variazioni nelle proporzioni modali di reagenti e prodotti, ma solo nelle concentrazioni degli ioni che si sostituiscono vicendevolmente nei reagenti.  Nell'esempio il magnesio  della componente flogopitica della mica prende il posto del ferro della componente almandinica del granato e viceversa: 
MgSiO3 + CaFeSi2O6 {\displaystyle \leftrightharpoons } FeSiO3 + CaMgSi2O6 (flogopite (nella mica) + almandino (nel granato) = annite + piropo)

## Reversibilità delle reazioni metamorfiche
Le reazioni metamorfiche in teoria dovrebbero essere reversibili: una reazione che si sviluppa per aumento della temperatura dovrebbe avvenire al contrario quando la temperatura scende. Di fatto non è così. Quasi sempre le reazioni producono paragenesi che restano metastabili anche in condizioni di non equilibrio termodinamico. Le cause sono principalmente tre: (1) l'abbassamento della temperatura avviene in modo più rapido del riscaldamento che ha innescato la reazione metamorfica; questo riduce notevolmente la velocità delle reazioni e non dà il tempo alla roccia di riequilibrarsi; (2) l'allontanamento o l'assenza della fase fluida, che esercita un'azione catalizzatrice, non consente l'innesco delle reazioni; (3) la riduzione della pressione orientata (stress), che muove e deforma i cristalli, riduce la possibilità dei fluidi di muoversi tra essi trasferendo ioni.

## Principali reazioni metamorfiche
Le reazioni sono ordinate per temperatura crescente e in base a due dei più comuni protoliti di partenza: rocce basiche (gabbri, basalti ecc.) e rocce pelitiche (argilliti e siltiti). Per il significato delle abbreviazioni vedi roccia metamorfica. Spostando il mouse sulla sigla si legge il nome per intero del minerale.
| Rocce Mafiche                                                                                                 |
| --- |
| 300 °C |
| Prh+Chl+Qtz → Zo+Tr+H2O Pmp+Chl+Qtz → Zo+Tr+H2O Chl+Cal+Qtz → Zo+Tr+H2O+Co2 Tr+Ms → Phl+Zo+Chl+Qtz+H2O        |
| 500-550 °C |
| Zo+Qtz → An+H2O Chl+Zo+Qtz → Ts Hbl+An+H2O Chl+Tr+Zo+Qtz → Ts Hbl+H2O Ab+Tr → Ed+Qtz Chl+Zo+Qtz → Grs+Prp+H2O |
| 600 °C |
| Ts Hbl+Zo+Qtz → An+Di+H2O Tr+An → Prp+Di+Qtz+H2O                                                              |
| 650-800 °C |
| Ts Hbl → Cpx+Opx+An+H2O Tr → Cpx+Opx+Qtz+H2O En+An → Di+Qtz+Prp                                               |

| Rocce Pelitiche                                                                                                   |
| --- |
| 300 °C |
| Kln+Qtz → Prl+H2O Glt+Chl+Qtz → Stp                                                                               |
| 300-320 °C |
| Prl+Chl → Cld+Qtz+H2O Hem+Fe Chl → Cld+Mag+Qtz+H2O                                                                |
| 400 °C |
| Prl → And/Ky+Qtz+H2O Chl+Kfs → Bt+Ms+Qtz+H2O Stp+Ms → Bt+Chl+Qtz+H2O                                              |
| 500-550 °C |
| Cld+Chl+qtz → Grt+H2O Chl+Ms+qtz → Grt+Bt+H2O chl+Ms+Qtz → Crd+Bt+Ky+H2O Cld+Ky → St+Qtz+H2O Cld+Qtz → St+Grt+H2O |